# Li Caj
Li Caj (čínsky pchin-jinem Lǐ Zài, znaky 夏昶, † 1431) byl čínský malíř, kaligraf a básník raného mingského období.

## Jména

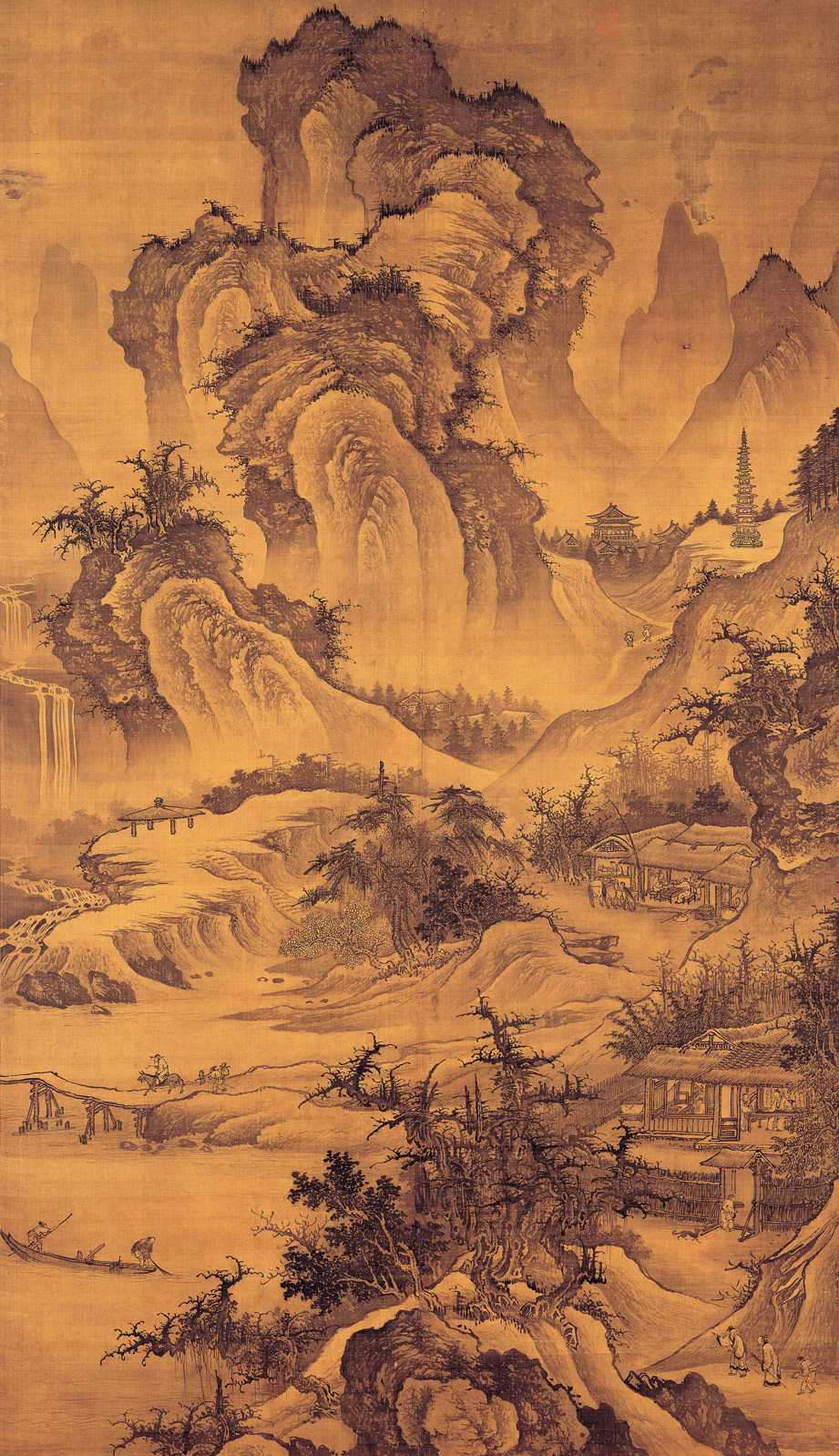
Li Caj, Vzdálená horská vesnice (山莊高逸), Národní palácové muzeum, Tchaj-pej

Li Caj používal zdvořilostní jméno I-čeng (čínsky pchin-jinem Yǐzhèng, znaky 以政).

## Život a dílo
Li Caj pocházel z Pchu-tchienu (v provincii Fu-ťien). Byl úspěšným malířem a kaligrafem, jedním z umělců dvora mingského císaře Süan-teho. Jeho krajiny kombinovaly kompozice severosungského Kuo Siho s liniemi jihosungských Ma Jüana a Sia Kueje. Vysoce hodnocené jsou i jeho figurální malby, z mingských umělců ho v tomto oboru převýšil pouze Taj Ťin.